# NGC 7098
NGC 7098是一個雙重棒旋星系 ，距離地球約9500萬光年，天球上位於南極座 。NGC 7098的直徑推測為152400光年。該星系由天文學家約翰·赫歇爾發現於1835年9月22日。

## 概要
NGC 7098最明顯的特徵就是他的特殊棒狀結構。它的棒狀結構像擁有非常突出且接近直線的柄狀寬橢圓形物體。在棒狀結構的周圍發現了由4個緊密纏繞的旋臂組成的內環。在內環以外區域中可明確被觀察到的外環則似乎是因為兩個旋臂的包圍而組成。這兩個環結構似乎都受到新恆星形成的影響。然而，在NGC 7098的核心區域則沒有新恆星形成，觀測結果顯示這是該區域缺乏塵埃所導致。

## 外部連結
- WikiSky上关于NGC 7098的内容：DSS2, SDSS, GALEX, IRAS, 氢α, X射线, 天文照片, 天图, 文章和图片
- NGC 7098 -- Galaxy, SIMBAD（页面存档备份，存于）
- NGC7098, NGC/IC Project Restoration Effort